# Croky
Croky is een Belgisch merk dat aardappelchips en aardappelsnacks verkoopt. Croky wordt in meer dan 30 landen wereldwijd verkocht en is in handen van het Belgisch familiebedrijf ROGER & ROGER NV, dat gevestigd is in Moeskroen. De productie van Croky-chips vindt dan ook plaats in de fabriek in Moeskroen.

## Geschiedenis van het merk
Het merk Croky zag het levenslicht in 1966 in Nieuwkerke, toen de West-Vlaamse familie van hoteluitbaters Huyghe op het idee kwam om chips te verkopen. Als eerbetoon aan hun familiepapegaai die toen net overleden was, gaven ze hun bedrijf de naam "Croky". De papegaai werd de mascotte van het chipsmerk.
In 1970 werd Croky overgenomen door de Britse multinational United Biscuits, die het samenvoegde met chipsfabriek Fritura in het Nederlandse Krabbendijke onder de holding Westimex-Fritura. Fritura was in 1960 opgericht door Jan Adriaan Westrate. In 1974 werden de fabriek in Nieuwkerke en de fabriek in Krabbendijke samengevoegd op een nieuwe locatie in Veurne. Midden jaren '90 was Croky een aantal maanden marktleider in België. In 1994 neemt Westimex de fabriek van Golden-Wonder in Deventer over van moederbedrijf Dalgety. Dalgety had daarvoor de chipsfabricage van Breda (Nibb-it) al overgeheveld naar hun fabriek in Deventer. In 1997 besloot United Biscuits om zich te concentreren op koekjes. Het merk Croky voor de Franse markt en de fabriek in Veurne werd verkocht aan PepsiCo. Op last van de Europese mededingingsautoriteit bleef het merk Croky voor de Benelux en de fabriek in Deventer in handen van United Biscuits.
In 1999 begonnen twee oud-medewerkers van United Biscuits, Guido Bral en Luc Sillis, samen met Roger Dick van Dicogel en Roger Mylle van Mydibel de chipsfabriek Roger & Roger in Moeskroen. Enkele jaren later, in 2004, kreeg het Belgische bedrijf het merk Croky in handen. Zij kochten ook de laatst overgebleven chipsfabriek in Deventer op. Er werd gewerkt aan een comeback en herpositionering van Croky, dat op het moment van de overname niet meer zo stevig in de markt stond. In 2006 werd de fabriek in Deventer gesloten. In 2008 werd Croky opnieuw gelanceerd met een verbeterde productkwaliteit, een nieuwe positionering, nieuwe verpakkingen en promotionele acties. Het beeldmerk van de papegaai kwam terug en de branding richtte zich op dertigers en veertigers die nostalgische herinneringen hadden aan de Croky Chips bij het zwembad en op de sportclubs uit hun jeugd. Deze aanpak bleek succesvol.
Croky vierde in 2016 zijn 50e verjaardag. In 2018 werd het merk in een nieuw kleedje gestopt: een nieuwe huisstijl werd uitgewerkt en de verpakkingen kregen een nieuwe uitstraling.

## Assortiment
Het assortiment van Croky bestaat uit chips in onder meer de smaken paprika, naturel, bolognese, saté en ketchup. Verder bestaat het assortiment uit Ribble Chips en Ribble Rock (geribbelde chips), Chips à l'ancienne (extra fijne chips), Superfrites (fijne chips in de vorm van frietjes), Croky Rings (aardappelzoutjes in de vorm van ringetjes, tot midden 2024 bekend als Hula Hoops), tortilla's en snacks zoals K3-hartjes (in samenwerking met Studio 100).

## Croky Cup
In 2015 werd Croky naamsponsor van de bekercompetitie in het Belgische voetbal. De Beker van België draagt sindsdien de naam Croky Cup.

## Schaatsen
Naast de samenwerking met KNSB voor IJstijd!, stapt Croky vanaf het schaatsseizoen 2016/2017 via de NK's eind december en medio januari in het Nederlandse langebaanschaatsen.